# 房木镇
房木镇，是中华人民共和国辽宁省铁岭市西丰县下辖的一个乡镇级行政单位。

## 行政区划
房木镇下辖以下地区：
福宁村、幽雅村、大湾村、房木村、醒时村、志学村、普安村、富民村、谭清村、德隆村、河边村、双城村和万福村。